# 돌연변이설
돌연변이설(突然變異說, 영어: mutationism)은 찰스 다윈의 1859년 책 종의 기원의 출판 전후에 존재했던 자연 선택에 의한 진화에 대한 여러 대안 중 하나이다. 이론에서 돌연변이는 참신함의 원천이었고, 잠재적으로 순간적으로 갑작스러운 도약으로 새로운 형태와 새로운 종을 창조했다. 이것은 돌연변이 공급에 의해 제한되는 것으로 생각되는 진화를 주도하는 것으로 예상되었다.
다윈 이전의 생물학자들은 일반적으로 즉각적인 종분화를 포함하여 큰 진화적 점프의 가능성인 염분설을 믿었다. 예를 들어, 1822년에 에티엔 조프루아 생틸레르는 종이 갑작스러운 변형 또는 나중에 거대 돌연변이라고 불리는 것에 의해 형성될 수 있다고 주장했다. 다윈은 지질학의 균일론으로서 진화의 점진주의를 주장하면서 염분설에 반대했다. 1864년에 알베르트 폰 쾰리커는 조프루아의 이론을 되살렸다. 1901년 유전학자 휘호 더프리스는 달맞이꽃 큰달맞이꽃에 대한 그의 실험에서 갑자기 나타난 새로운 형태로 보이는 것에 "돌연변이"라는 이름을 붙였다.
돌연변이설에 대한 이해는 20세기 중반에 현대 종합의 지지자들이 초기 돌연변이론자들을 다윈 진화론의 반대자이자 선택이 연속적인 변이에서 작동한다고 주장한 생체인식학파의 경쟁자로 묘사함으로써 흐려졌다. 이 묘사에서 돌연변이설은 수학자 로널드 피셔의 작업으로 1918년경에 시작된 것으로 추정되는 유전학과 자연 선택의 종합에 의해 패배했다. 그러나 멘델의 유전학과 자연 선택의 정렬은 이르면 1902년 Udny Yule의 논문으로 시작되었고 유럽과 미국에서 이론 및 실험 작업으로 구축되었다. 논란에도 불구하고 초기 돌연변이론자들은 1918년에 이미 자연 선택을 받아들였고 키와 같은 동일한 특성에 작용하는 여러 유전자의 결과로 지속적인 변이를 설명했다.
대부분의 생물학자들은 멘델의 유전학과 자연 선택이 쉽게 함께 작용할 수 있음을 알게 되면서 라마르크주의 및 정형기형성과 같은 다윈주의의 다른 대안들과 함께 돌연변이주의를 폐기했다. 돌연변이는 자연 선택이 작동하는 데 필수적인 유전적 변이의 원천으로 자리 잡았다. 그러나 돌연변이주의가 완전히 사라진 것은 아니다. 1940년에 리처드 골드슈미트(Richard Goldschmidt)는 대돌연변이에 의한 단일 단계 종분화를 다시 주장하면서 이렇게 생산된 유기체를 "희망에 찬 괴물"로 묘사하여 광범위한 조롱을 받았다. 1987년에 네이 마사토시(Masatoshi Nei)는 진화가 종종 돌연변이에 의해 제한된다는 논쟁적인 주장을 했다. 더글러스 J. 푸투이마(Douglas J. Futuyma)와 같은 현대 생물학자들은 본질적으로 큰 돌연변이에 의해 유발된 진화에 대한 모든 주장은 다윈의 진화론에 의해 설명될 수 있다고 결론을 내린다.

## 같이 보기
- 진화 사상사